# Petar Mladenov
Petar Tošev Mladenov, bulharsky Петър Тошев Младенов (22. srpna 1936 – 31. května 2000) byl bulharský politik.

## Život
Byl posledním prezidentem (předsedou státní rady) socialistického Bulharska (1989–1990) a prvním prezidentem demokratické éry (1990). Předtím byl dlouho ministrem zahraničních věcí 1971–1989. Sehrál klíčovou úlohu při sesazování Todora Živkova z čela Bulharské komunistické strany roku 1989. Postavil se poté do čela strany místo něj a po roce 1990 ji ztransformoval do strany sociálnědemokratického typu – Bulharské socialistické strany.

## Vyznamenání
- velkokříž Řádu prince Jindřicha – Portugalsko, 31. května 1979[1]